# Saint-Félix-de-Sorgues
 Saint-Félix-de-Sorgues  (en occitano Sant Faliç) es una población y comuna francesa, situada en la región de Mediodía-Pirineos, departamento de Aveyron, en el distrito de Millau y cantón de Saint-Affrique.

## Demografía
| 271 | 228 | 202 | 183 | 206 | 196 |
| Para los censos de 1962 a 1999 la población legal corresponde a la población sin duplicidades (Fuente: INSEE [Consultar]) |     |     |     |     |     |